# Série de championnat de la Ligue nationale de baseball 1969
La Série de championnat de la Ligue nationale de baseball 1969 était la série finale de la Ligue nationale de baseball, dont l'issue a déterminé le représentant de cette ligue à la Série mondiale 1969, la grande finale des Ligues majeures.
Cette série trois de cinq débute le samedi 4 octobre 1969 et se termine le lundi 6 octobre par une victoire des Mets de New York, trois matchs à zéro sur les Braves d'Atlanta. Surnommée les Miracle Mets, l'édition 1969 de la franchise new-yorkaise atteint la Série mondiale et renverse les grands favoris, les Orioles de Baltimore.
La Série de championnat a lieu pour la première fois de l'histoire, le baseball majeur ayant décidé pour l'année 1969 de séparer en deux divisions les franchises qui constituent la Ligue nationale et la Ligue américaine, et d'accorder le passage en séries éliminatoires à quatre équipes plutôt que deux.

## Équipes en présence
À la huitième année d'existence de leur franchise, et après sept saisons perdantes, les Mets de New York remportent le championnat de la division Est, nouvellement créée, de la Ligue nationale. Les Mets ne perdent que 62 parties en saison régulière et inscrivent 100 victoires, un record d'équipe qui tiendra jusqu'en 1986. Ils terminent huit parties devant les Cubs de Chicago, classés seconds dans l'Est. Pour les Mets, il s'agit du deuxième meilleur dossier victoires-défaites du baseball majeur derrière les 109 triomphes des puissants Orioles de Baltimore dans la Ligue américaine.
Générant peu de choses en offensive (ils se classent 9e sur 12 équipes dans la Nationale pour les points marqués, sous la moyenne de la ligue), les Mets de Casey Stengel se fient surtout à leur défensive et leur personnel de lanceurs. Le club est la seconde équipe ayant accordé le moins de points à l'adversaire dans la Nationale, avec un point alloué de plus que Saint-Louis. Le droitier Tom Seaver, une valeur sûre pour des années à venir, mène les majeures avec 25 victoires, contre seulement sept défaites. Avec une moyenne de points mérités d'à peine 2,21, il remporte en 1969 le trophée Cy Young du meilleur lanceur et termine deuxième derrière Willie McCovey des Giants de San Francisco au scrutin qui élit le meilleur joueur de la Ligue nationale. Surnommée les Miracle Mets, l'édition 1969 de cette franchise aux débuts particulièrement difficiles, largement négligée en début d'année, remporte à la mi-octobre la Série mondiale contre Baltimore. Avec un titre à sa huitième saison d'existence, l'équipe se démarque comme celle ayant remporté les grands honneurs le plus rapidement après son entrée dans la ligue, un record qui tiendra jusqu'en 1997.
Avec 93 gains contre 69 revers, les Braves d'Atlanta gagnent le championnat de la division Est, coiffant par trois parties leurs plus proches rivaux, les Giants de San Francisco. Déménagés de Milwaukee à Atlanta en 1966, les Braves accèdent pour la première fois aux séries éliminatoires depuis le transfert. La franchise joue en match d'après-saison pour la première fois depuis l'échec des Braves de Milwaukee face aux Yankees de New York en Série mondiale 1958. Avec 44 longues balles et 97 points produits en saison régulière, le vétéran Hank Aaron est encore la menace principale du club en offensive. Il complète l'année avec un coup de circuit de moins que les 45 de McCovey, ratant de peu un 5e championnat des circuits, mais termine premier pour le total de buts. Orlando Cepeda n'est pas en reste avec 22 circuits pour Atlanta. Au monticule, le droitier Phil Niekro mène le groupe de lanceurs partants et établit son record personnel de 23 victoires en une saison.

## Déroulement de la série

### Calendrier des rencontres
| Match | Date      | Visiteur         | Hôte             | Score  |
| ----- | --------- | ---------------- | ---------------- | ------ |
| 1     | 4 octobre | Mets de New York | Braves d'Atlanta | 9 - 5  |
| 2     | 5 octobre | Mets de New York | Braves d'Atlanta | 11 - 6 |
| 3     | 6 octobre | Braves d'Atlanta | Mets de New York | 4 - 7  |

### Match 1
Samedi 4 octobre 1969 au Veterans Stadium, Philadelphie, Pennsylvanie.
| Mets de New York | 0 | 2 | 0 | 2 | 0 | 0 | 0 | 5 | 0 | 9 | 10 | 1 |
| Braves d'Atlanta | 0 | 1 | 2 | 0 | 1 | 0 | 1 | 0 | 0 | 5 | 10 | 2 |
| Lanceurs partants : NYM : Tom Seaver ATL : Phil Niekro Vic. : Tom Seaver (1-0) Déf. : Phil Niekro (0-1) HRs: ATL : Hank Aaron (1), Tony González (1) |   |   |   |   |   |   |   |   |   |   |    |   |

### Match 2
Dimanche 5 octobre 1969 au Atlanta Stadium, Atlanta, Géorgie.
| Mets de New York | 1 | 3 | 2 | 2 | 1 | 0 | 2 | 0 | 0 | 11 | 13 | 1 |
| Braves d'Atlanta | 0 | 0 | 0 | 1 | 5 | 0 | 0 | 0 | 0 | 6  | 9  | 3 |
| Lanceurs partants : NYM : Jerry Koosman ATL : Ron Reed Vic. : Ron Taylor (1-0) Déf. : Ron Reed (0-1) HRs : NYM : Tommie Agee (1), Cleon Jones (1), Ken Boswell (1) ATL : Hank Aaron (2) |   |   |   |   |   |   |   |   |   |    |    |   |

### Match 3
Lundi 6 octobre 1969 au Shea Stadium, New York, NY.
| Braves d'Atlanta | 2 | 0 | 0 | 0 | 2 | 0 | 0 | 0 | 0 | 4 | 8  | 1 |
| Mets de New York | 0 | 0 | 1 | 2 | 3 | 1 | 0 | 0 | X | 7 | 14 | 0 |
| Lanceurs partants : ATL : Pat Jarvis NYM : Gary Gentry Vic. : Nolan Ryan (1-0) Déf. : Pat Jarvis (0-1) HRs : ATL : Orlando Cepeda (1), Hank Aaron (3) NYM : Wayne Garrett (1), Tommie Agee (2), Ken Boswell (2) |   |   |   |   |   |   |   |   |   |   |    |   |